# Schwarzenholz
Schwarzenholz ist der zweitgrößte Ortsteil der Gemeinde Saarwellingen.

## Geschichte
Der Name Schwarzenholz stammt nicht von schwarzem Gehölz, sondern hat seinen Ursprung im Mittelalter: In verschiedenen Urkunden (Schenkungs- und Kaufurkunden der Abtei Fraulautern) aus der Zeit von 1235 bis 1279 lautet die Bezeichnung: Suarcenholf, Suarcenoth, Swarcenholc, Suarzenhoch, Suarzenholch. Der letzte Teil des Wortes -olc bzw. -holc bezeichnet ein eingefriedetes Herrengut. Der erste Teil nennt den Besitzer aus der Zeit der ersten Ansiedlung: Suarto. Suarcenholc war demnach das eingefriedete Herrengut des Suartos.
Der Ort gehörte seit dem Mittelalter der Abtei Fraulautern, die wegen der Besitzungen in Schwarzenholz die Reichsunmittelbarkeit nach einem Prozess vor dem Reichskammergericht erhalten hatte.
Berühmteste Tochter des Ortes ist Katharina Weißgerber, genannt Schultze Kathrin, die Samariterin der Schlacht bei Spichern Anfang August 1870.

## Lage und Infrastruktur
Schwarzenholz ist von Wäldern umgeben und verfügt über einen direkten Autobahnanschluss zur A 8, so dass die größeren Städte in der Umgebung (Saarbrücken, Neunkirchen, Saarlouis, Dillingen/Saar, Merzig, Völklingen) sowie die angrenzenden Länder Frankreich und Luxemburg alle in 30 Minuten oder weniger erreichbar sind.
Gegenüber dem aktuellen Standort des Kindergarten befand sich das Schulgebäude der ehemaligen Grundschule, welche 2008 ihre Pforten schloss und im November 2023 abgerissen wurde. An gleicher Stelle wird aktuell eine neue Kindertagesstätte gebaut – in welche nach geplanter Fertigstellung 2025 der bisherige Kindergarten umziehen wird.
Bedingt durch die Schließung der ehemaligen Grundschule gibt es seit dem in Schwarzenholz keine Grundschule mehr. Schwarzenholzer Kinder besuchen stattdessen seitdem die Astrid-Lindgren-Grundschule im Nachbarort Reisbach. Die Beförderung der Kinder erfolgt über einen Schulbus.
Der Ort verfügt über eine Mehrzweckhalle, benannt nach der Schultze Kathrin, eine weitere Sporthalle und einen Kunstrasenplatz. Vor Ort präsent sind ein Turnverein, der Tischtennisverein und der Radsportclub Spanische Bergziege. An kulturellen Vereine sind u. a. der Musikverein Harmonie und der Männergesangverein Deutsche Eintracht zu nennen.
Die Pfarrkirche St. Bartholomäus in der Bartholomäusstraße ist ein geschütztes Denkmal und wurde 1914–1915 von Ludwig Becker und Anton Falkowski erbaut.

## Politik
Ortsvorsteher von Schwarzenholz ist Benno Kiemes (SPD), dessen Partei bei der Kommunalwahl 2019 fünf der elf Sitze im Ortsrat erreichte; sein Stellvertreter ist Rudolf Schweitzer (FWG). Die CDU errang bei der Kommunalwahl 2019 fünf Mandate, die FWG ein Mandat.

## Kulturleben
Lokal bedeutende Brauchtumsfeste sind die St. Bartholomäuskirmes am 3. Augustwochenende mit dem samstäglichen Einzug des „Kirwenbaddis“ und der Gerichtsverhandlung zum Abschluss der Kirmes, ferner das Erntedankfest des Bauernvereins mit großem Umzug am letzten Sonntag im September, das sich seit dem Jahr 1956 zu einer großen Gemeinschaftsleistung vieler Ortsvereine entwickelt hat. Theateraufführungen des ortsansässigen Theatervereins sowie Chor- und Musikkonzerte.